# Stadhouderskade 110-113
Stadhouderskade 110-113 is een complex gebouwen aan de Stadhouderskade/Singelgracht te Amsterdam-Zuid, De Pijp.
De gebouwen zijn hier neergezet in opdracht van makelaar A.H. de Klerck, die waarschijnlijk ook het ontwerp heeft gemaakt. De combinatie makelaar, architect en ook timmerman, aannemer kwam vaker voor in deze wijk. Van origine bestond het complex uit een achttal woningen, aldus een "te huur"-advertentie in Het Nieuws van den Dag van 21 maart 1873. Men moest voor die tijd wel veel geld meebrengen, de huren liepen op tot 600 gulden voor een bovenhuis. Bij die reclame werd nog verwezen naar de naburige rijtuigfabriek, eerst van Eck, daarna Spijker (Stadhouderskade 114). De advertentie is eigenaardig want de woningen waren in februari 1873 nog onbewoonbaar verklaard, omdat ze niet goed aansloten op het Liernurstelsel (raadsbesluit februari 1873). Dat rioleringssysteem kwam destijds net van de grond en sommige huiseigenaren namen er een loopje mee. Aanpassingen tijdens de bouw werden te duur bevonden, maar de gemeente had met die onbewoonbaarheid een stok achter de deur. In november 1873 hief de gemeente de onbewoonbaarheidsverklaring op. (Het nieuws van den dag 26 november 1873). De Klerck had een jaar eerder protest aangetekend bij de gemeente tegen de invoering van het rioleringsstelsel.
De gebouwen verrezen in de Eclectische bouwstijl met als herkenningspunt de pilasters, hier eens niet symmetrisch geplaatst. 
Van 1982-1985 was er samen met de huisnummers 106-109 een zogenaamde cataloguswinkel van Ikea gevestigd. Men kon er alleen kleine artikelen kopen, grotere artikelen konden worden afgehaald bij het magazijn aan de Cruquiusweg.
De bovenwoningen zijn in 2016 nog herkenbaar volgens de bouwtekening. De benedenetages zijn allen opgeofferd voor bedrijfsvoering. Rond de eeuwwisseling 2000 werd in de panden een filiaal van Blokker gevestigd. Deze zou origineel op het Marie Heinekenplein gevestigd worden, maar of de bouw daarvan duurde te lang, of het complex werd te duur. De woning van 110 begane grond dient vanaf dan ook als toegang van de Sweelinckpassage, waarin naast Blokker ook een Albert Heijn en een Gall & Gall zijn gevestigd.
Oost ·
160 ·
158 ·
157 ·
156 ·
155 ·
151-154 ·
149-150 ·
145-146 ·
142-144 ·
140-141 ·
137-139 ·
135-136 ·
130-134 ·
129 ·
128 ·
125-127 ·
123-124 ·
116-122 ·
115 ·
110-113 ·
100-101 ·
97 ·
95-96 ·
93-94 ·
92 ·
91 ·
89-90 ·
87-88 ·
86 ·
85 ·
84 ·
82-83 ·
78-79 ·
77 ·
Heineken Brouwerij ·
74 ·
72-73 ·
69-70 ·
68 ·
67 ·
65-66 ·
64 ·
62-63 ·
60-60a ·
58-59 ·
56-57 ·
Willemshuis ·
Van Nispenhuis ·
Kapel van Sint Josephs Gezellen-Vereeniging ·
54 ·
52-53 ·
47-49 ·
Carel Willinkplantsoen ·
Polderhuis ·
Ruysdaelkade 2-4 ·
Judith Leysterbrug ·
42 (Rijksmuseum) ·
40-41 ·
31-35 ·
30 ·
29 ·
Park Centraal Amsterdam ·
Stedemaagd (Vondelpark) ·
Byzantium ·
Koepelkerk ·
12 (Marriott) ·
Persilhuis ·
7 ·
5 ·
3 ·
1 ·
West